# Grenze

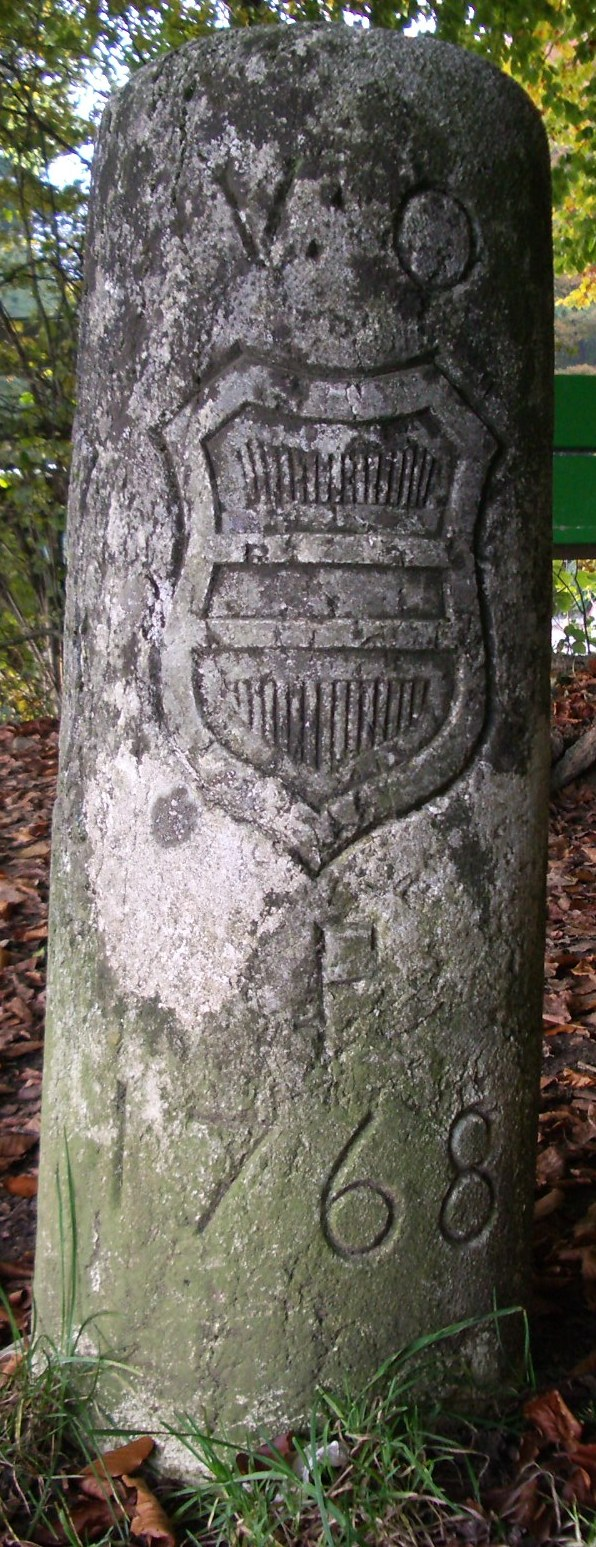
Grenze von 1768 zwischen Republik (Kanton Bern) und Monarchie (Vorderösterreich, VO) auf der Salhöhe (Schweiz)

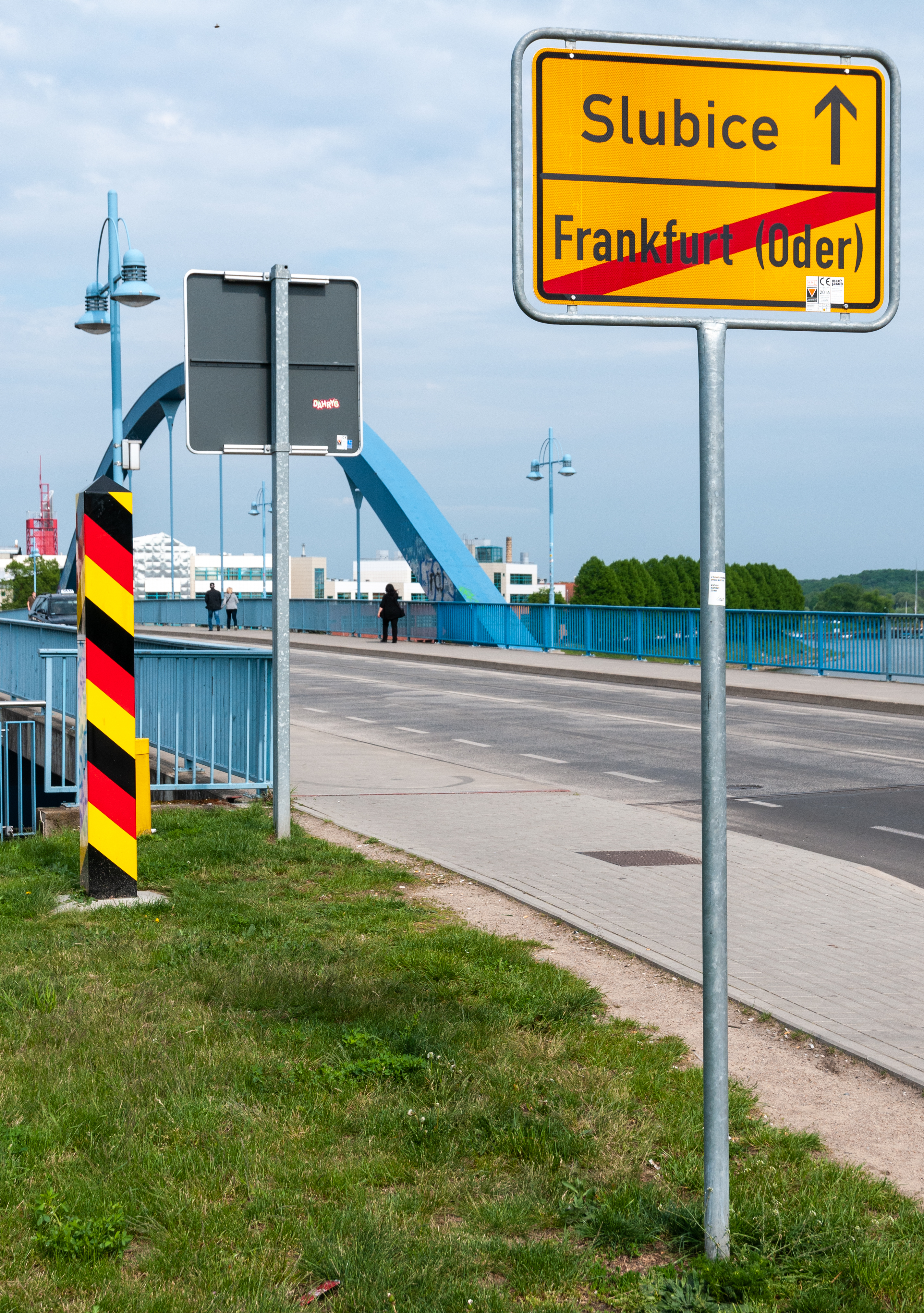
Grenzpfahl und Ortsschild an der Stadtbrücke Frankfurt (Oder)

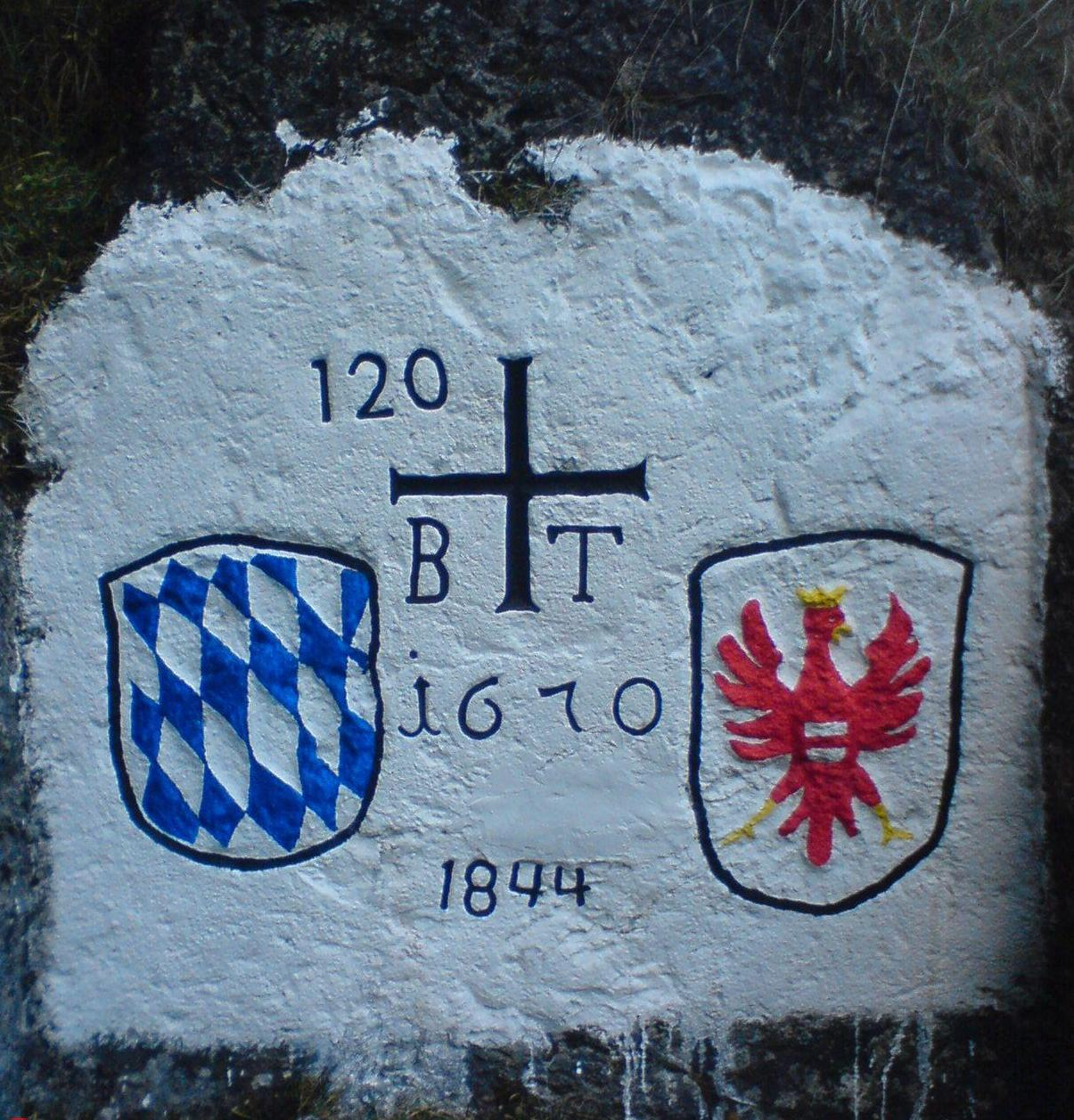
Grenze Bayern-Tirol, Felsmarkierung Nähe Kranzhorn

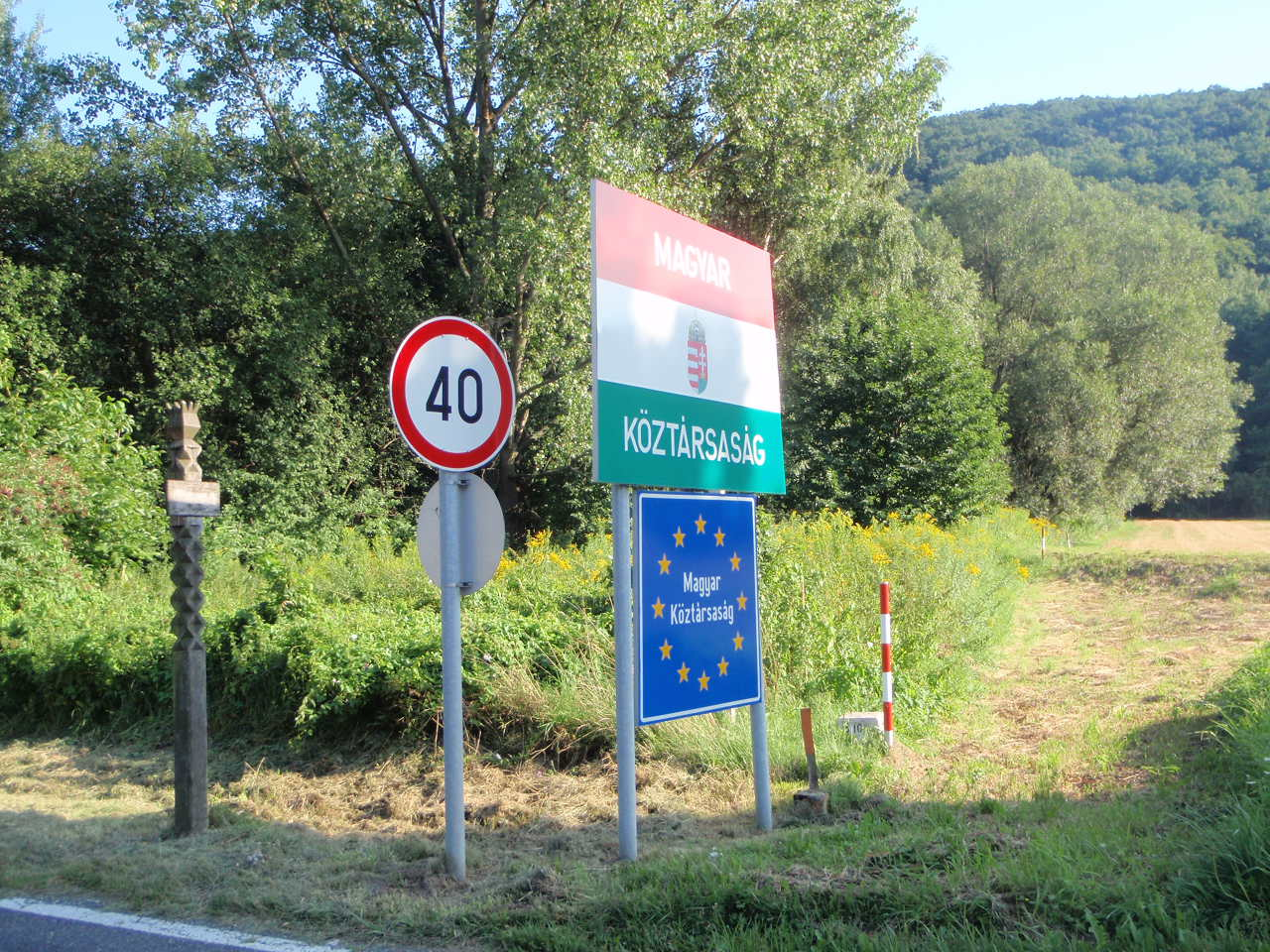
Staatsgrenze Ungarn-Österreich, B61 zwischen Güns und Rattersdorf

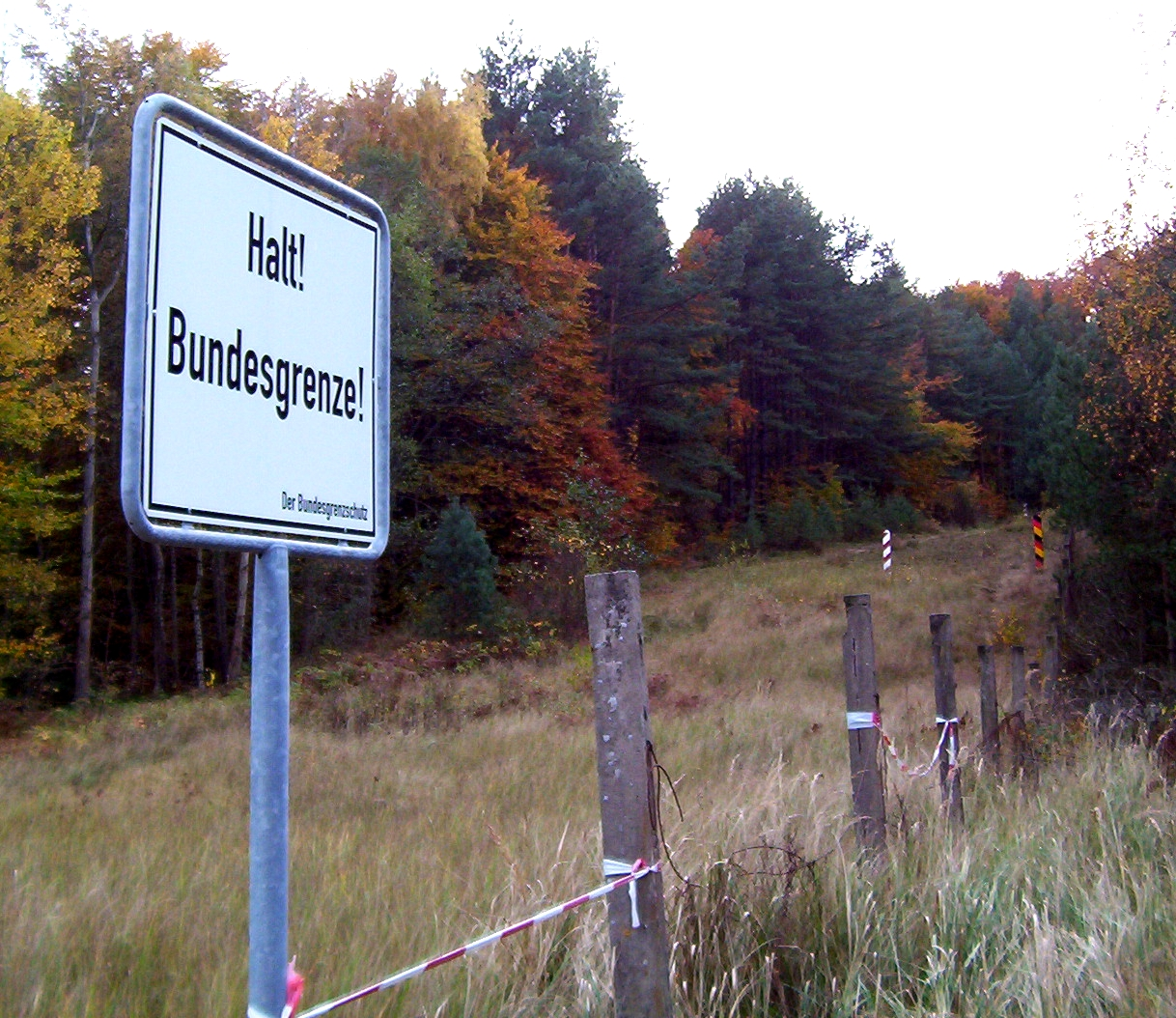
Grenzstreifen zwischen Deutschland und Polen am Wolgastsee in Usedom (2004)

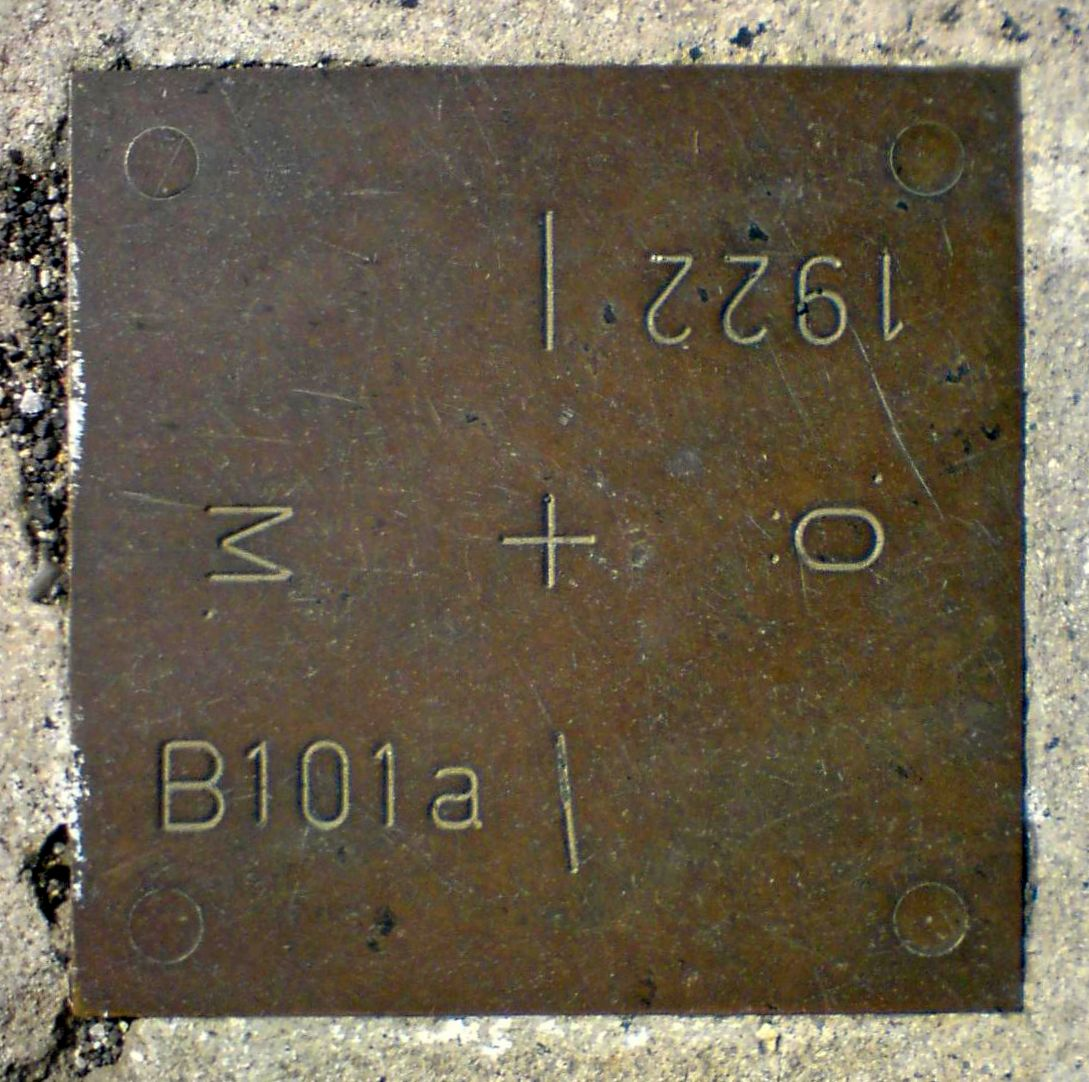
Grenzmarkierung auf der B61,
M für Ungarn (ungarisch Magyarország)

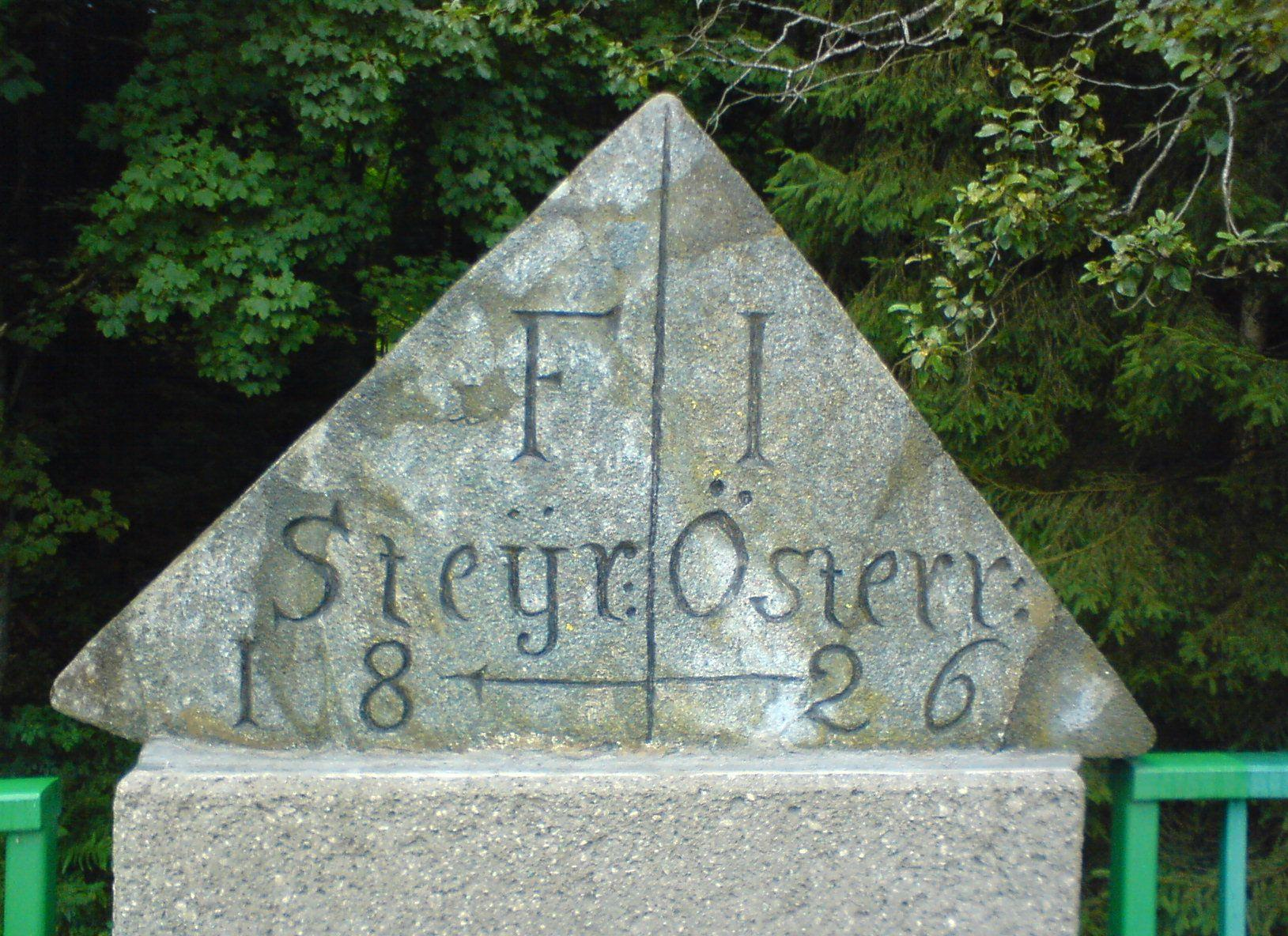
Grenze Steiermark-Niederösterreich an der Wechsel Bundesstraße B54

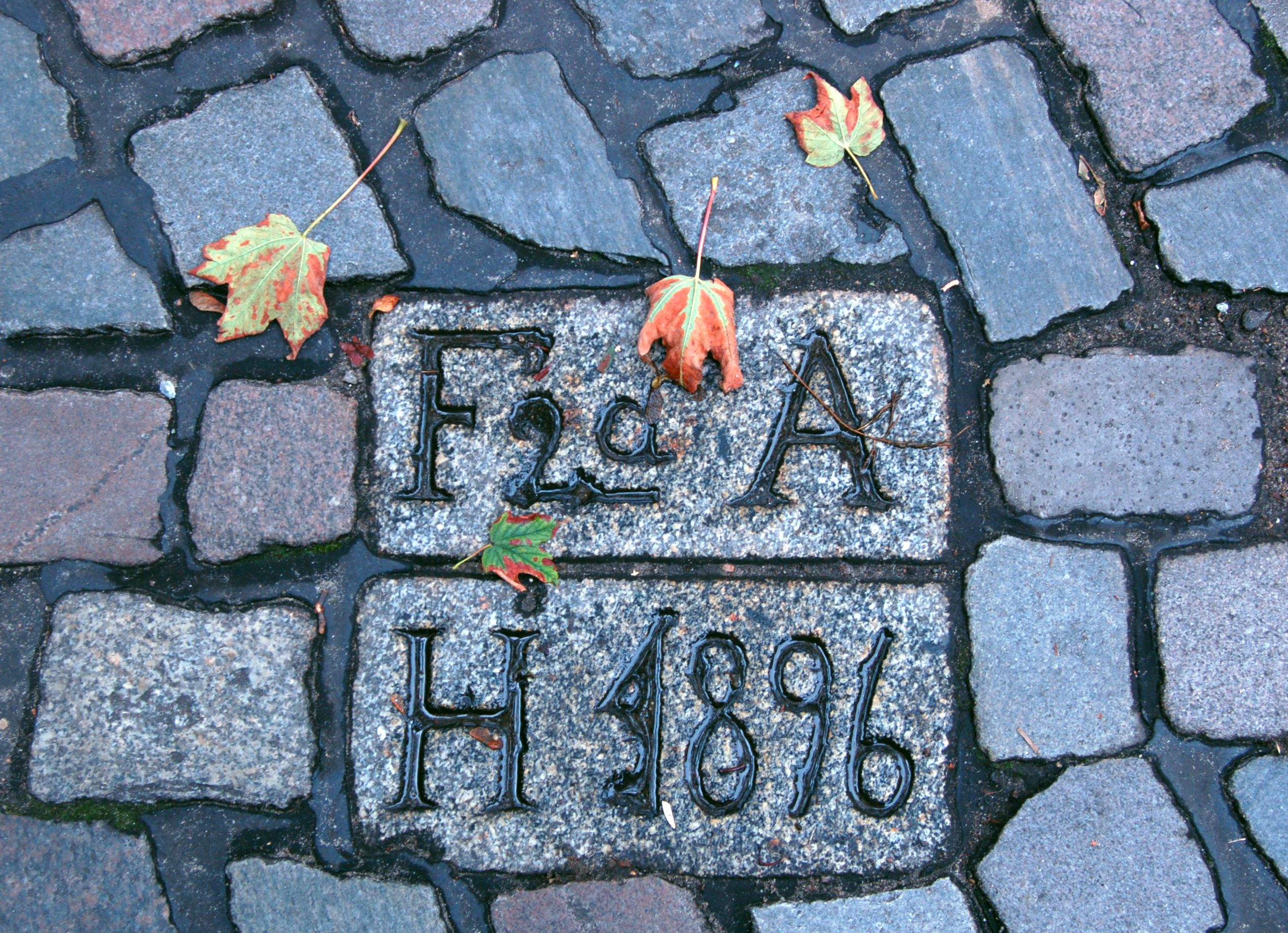
Grenzstein zwischen Altona und Hamburg von 1896, der in der Brigittenstraße, nun im Stadtteil Hamburg-St. Pauli, gepflastert ist. (Stand 2019)

Eine Grenze (Lehnwort aus dem Altpolnischen, vergleiche altslawisch und altpolnisch granica „Grenze“; Abkürzungen: Gr. und Grz.) ist der Rand eines physischen Raums und damit eine Trennfläche, eine Trennlinie oder ein Trennwert.
Beispiele für nichtgeometrische Räume sind beispielsweise eine „übliche Verhaltensweise“ oder eine „Intimsphäre“, eigenem Tun und Lassen setzt gemeinhin das „Gewissen“ Grenzen („Moralischer Kompass“, ethische „Grenze“).
Grenzen können geographische Räume begrenzen: politische oder administrative Grenzen, wirtschaftliche, Zoll- oder Grenzen von Eigentum. Befestigte Grenzanlagen werden auch als „Kordon“ bezeichnet; Grundstücksgrenzen werden im Liegenschaftskataster nachgewiesen.
Räume, die man in der Natur kaum durch Linienstrukturen festmachen kann, wie z. B. Landschaften, Kulturgrenzen oder Verbreitungsgebiete, können auch unscharf begrenzt sein. Der Luftraum ist für Zwecke des Luftverkehrs abgegrenzt, seine Grenzen beinhalten ein Volumen.
Die Grenzen eines Volumens wie auch die Seitenflächen, Kanten und Ecken eines Würfels können Flächen, Linien oder Punkte sein.
Ein Beispiel für Grenzen von eindimensionalen Räumen ist die „obere“ und „untere Grenze“ in der Mathematik (siehe Supremum). Umgangssprachlich wird dafür auch Grenzwert, Schwellwert oder Schranke gebraucht.
Auch dem „Recht“ sind Grenzen gesetzt: Die Allgemeine Handlungsfreiheit aus Art. 2 Abs. 1 GG (Grundgesetz der Bundesrepublik Deutschland) lautet:

„Jeder hat das Recht auf die freie Entfaltung seiner Persönlichkeit, soweit er nicht die Rechte anderer verletzt und nicht gegen die verfassungsmäßige Ordnung oder das Sittengesetz verstößt.“

## Wortherkunft
Das im 12./13. Jahrhundert aus dem Altpolnischen entlehnte graniza/grænizen/greniz hat sich von den ostdeutschen Kolonisationsgebieten aus allmählich über das deutsche Sprachgebiet ausgeweitet und das gleichbedeutende deutsche Wort „Mark“ (althochdeutsch marka, marcha, fem.) verdrängt.
Das alteinheimische „Mark“ ist heute noch lebendig einerseits in Zusammensetzungen und Ableitungen wie Markstein (schweizerisch Marchstein, „Grenzstein, wichtiger, hervorragender Punkt“), Gemarkung („Gesamtgebiet einer Gemeinde, Gemeindeflur“) oder übermarchen (schweizerisch für „eine Grenze überschreiten, übertreiben“) und anderseits in Namen wie Mark Brandenburg, Mark Meißen und Steiermark (ursprünglich Gebiete an der Grenze zu den Slawen).
Das Etymon „Grenze“ wird auch heute in den meisten slawischen Sprachen und im Rumänischen verwendet: granica (polnisch, kroatisch, bosnisch), граница graniza (russisch, bulgarisch), граница granyza (ukrainisch, selten verwendet), граніца graniza (belarussisch), граница granica (serbisch), hranice (tschechisch) und hranica (slowakisch, obersorbisch), graniţă (rumänisch). Es gehört zu der slawischen Wortgruppe ran’, z. B. russisch грань gran („Grenzlinie, Grenze, begrenzende Fläche“, abgeleitet auch „Facette, [Rand-]Fläche“).

## Historische Grenzen
Nach Reinhard Heydenreuter können im Wesentlichen folgende historische Grenzen unterschieden werden:
1. Landesgrenzen zur Kennzeichnung von Territorien
2. Herrschaftsgrenzen zur Abgrenzung von Gerichtsbezirken
3. Nutzungsgrenzen zur Kennzeichnung von Jagd-, Fischerei- oder Waldbezirken
4. Grundstücksgrenzen zur Abtrennung einzelner Grundstücke

## Entstehung von Staatsgrenzen
Ältere politische Grenzen zwischen zwei Ländern fallen manchmal mit den natürlichen, teilweise nur schwer überwindbaren Hindernissen zusammen: ein Gebirge, ein Meer oder Meeresarm, eine Wüste, ein Urwald oder ein Bergland. Diese stellen im Regelfall auch die Sprach- und Kulturgrenzen dar. Flüsse hingegen bilden erst seit etwa 1800 Staatsgrenzen (neue Grenzziehungen infolge von Kriegen bzw. Friedensverträgen), da sie früher viel eher einende Handelswege als trennende Hindernisse darstellten. Zudem waren sie noch nicht begradigt und änderten nach Hochwasser ihren Verlauf, was Anlass zu Streitigkeiten gab (etwa im Schatt al-Arab zwischen Iran, Irak, und Kuwait). Wo sie heute Grenzen sind, wird in der Regel in den Grenzverträgen der Talweg als Grenzlinie verwendet, sodass so auch die Zugehörigkeit von Inseln eindeutig geregelt werden kann.
Viele spätere Grenzen, wie jene zwischen den Bundesstaaten der USA, wurden vertraglich auf bestimmte Längen- oder Breitengrade festgelegt. Diese geraden Grenzen, die sich auch in Afrika finden, werden Reißbrettgrenzen genannt. Sie entstanden nicht durch jahrhundertelange evolutionäre Prozesse, sondern sind auf Willensakte in der Regel fremder Herrscher zurückzuführen (Kolonialismus).
Eine Besonderheit ist beispielsweise die 1815 beim Wiener Kongress vereinbarte Grenze zwischen dem Norden der niederländischen Provinz Limburg und Preußen. Sie wurde als jene Grenzlinie östlich der Maas festgelegt, von der mit damals üblichen Kanonen die auf der Maas verkehrenden Schiffe nicht mehr getroffen werden konnten.
Gemeindegrenzen folgen ebenfalls meistens den o. a. Linien, überdies aber auch Bergkämmen (nach dem Motto: „wie Kugel rollt und Wasser fließt“) und Bächen.
Stadtteilgrenzen in Großstädten liegen in der Regel auf Verkehrswegen (Straßen, Schienen, Wege).
Zwischen vielen Staaten bestehen noch heute Territorialstreitigkeiten durch sich gegensätzliche Gebietsansprüche. Solche Dispute haben in der Geschichte häufig zu Krisen und Kriegen geführt.
Mentale Spuren historischer Grenzverläufe bringt der Ausdruck „Phantomgrenze“ auf den Begriff.

## Markierung von Grenzverläufen
Aus der Sicht des Liegenschaftskatasters ist eine „Grenze“ eine geometrisch definierte Linie, die entweder in der Örtlichkeit mit Hilfe von Grenzpunkten gekennzeichnet wird oder aber in einem Bezugssystem durch die Angabe von Koordinaten definiert wird. Grundstücksgrenzen können punktweise durch Grenzsteine, Rohre, Grenzbolzen, Meißelzeichen u. Ä. markiert werden. Diese Abmarkungen kennzeichnen den örtlichen Grenzverlauf. Die Lage der Grenzpunkte wird zentimetergenau bestimmt.

## Indirekte Kennzeichnung
Lässt sich ein Grenzpunkt nicht direkt kennzeichnen, kann ein Grenzzeichen auch als „indirekte“ bzw. „mittelbare Abmarkung“ in eine der vom Grenzpunkt abgehenden Grenzen gesetzt werden (in einem kurzen Abstand, z. B. ein Meter). Bei Staatsgrenzen kann ein Weiser auch einen weiter entfernten Grenzpunkt anzeigen, wenn der Grenzpunkt an einer Stelle liegt, wo das Aufstellen eines Grenzsteines nicht möglich ist, z. B. auf der Straße oder an Flussufern.

## Exakte Bestimmung von Grenzverläufen
Ein Grenzverlauf wird durch geradlinige oder kreisbogenförmige Verbindungen zwischen den Grenzpunkten definiert. Gerade Grenzlinien haben den Vorteil, dass sie allein durch zwei Punkte zu definieren und durch eine Visur oder ein Alignement leicht zu realisieren sind. Dabei kann in Gebirgen und bei Flussgrenzen die Festlegung der Grenzverläufe schwierig sein:

### Gebirge
Im Bergland muss der Geodät oder der Forstwirt einen höheren technischen Aufwand betreiben, auf manchem Steilhang ist es schwer, die Punkte dauerhaft zu vermarkten, weil die Erosion (Hangrutschungen usw.) das Gelände ständig verändert.

### Flüsse
Bei in Flussbetten verlaufenden politischen Grenzen wird in der Regel ihr Talweg in den Grenzverträgen als Grenzlinie verwendet, sodass auch die jeweilige Staatszugehörigkeit von im Flusslauf gelegenen Inseln eindeutig geregelt werden kann. Da der Talweg ständigen Veränderungen unterworfen ist, sind in regelmäßigen Abständen Grenzvermessungen notwendig. Diese werden meist von beiden angrenzenden Staaten in gemeinsamen Verfahren durchgeführt und in zwischenstaatlichen Vereinbarungen und Protokollen festgehalten. Ist ein (ehemaliger) Gewässerverlauf erst einmal geodätisch definiert, können Änderungen im Flussverlauf zur Bildung von Flächen führen, die zwar nach wie vor Teil einer Gebietseinheit sind, von dieser jedoch durch den neuen Flussverlauf abgetrennt und somit oft nicht (bzw. nur über Fremdgebiet) zugänglich sind. Mitunter kommt es in diesen Fällen zum Gebietstausch; ferner bieten sich solche Bereiche auch als Naturreservat oder Retentionsfläche an.
Die früheren Probleme der Punktstabilisierung gehören seit der Praxistauglichkeit des Global Positioning System (etwa 1985) und dem Aufkommen rein digitaler Methoden zur Erfassung der Vergangenheit an.

### Meer und Festlandsockel (Seerecht)
Seegrenzen des Küstenmeers, der Ausschließlichen Wirtschaftszone oder des erweiterten Festlandsockels (unter dem Meer) gehen nach dem Seerechtsübereinkommen mit Rechten für die Anrainerstaaten einher. In der Regel werden diese Grenzen nach dem Prinzip der Mittellinien bestimmt und verlaufen mit gleichem Abstand zu den Basislinien zweier Staaten. Ausnahmen können durch bilaterale Abkommen festgelegt werden, wie beispielsweise in der Nordsee zwischen Deutschland, Niederlande und Dänemark, wo der sogenannte Entenschnabel der deutschen ökonomischen Zone zugeschlagen wurde.

## Superlative
Die kürzeste Landgrenze mit nur 85 m Kontaktlinie liegt zwischen Peñón de Vélez de la Gomera (Spanien) und Marokko, die längste mit über 8.890 km Strecke zwischen Kanada und den USA.
Als am häufigsten überquerte Grenze gilt die zwischen Mexiko und den USA. Die innerkoreanische Grenze zwischen Nord- und Südkorea gilt als am strengsten bewacht.
Die lediglich durch eine gerade Linie festgelegte Grenze zwischen Dschibuti und Somalia ist die am einfachsten definierte, jene bis 2015 zwischen Bangladesch und Indien bestehende mit 92 bangladeschischen und 110 indischen Exklaven war die wohl komplizierteste. Ähnlich verhält es sich aber auch in Baarle an der belgisch-niederländischen Grenze. Bahrain hat ausschließlich künstlich geschaffene Landgrenzen.

## Bilderauswahl

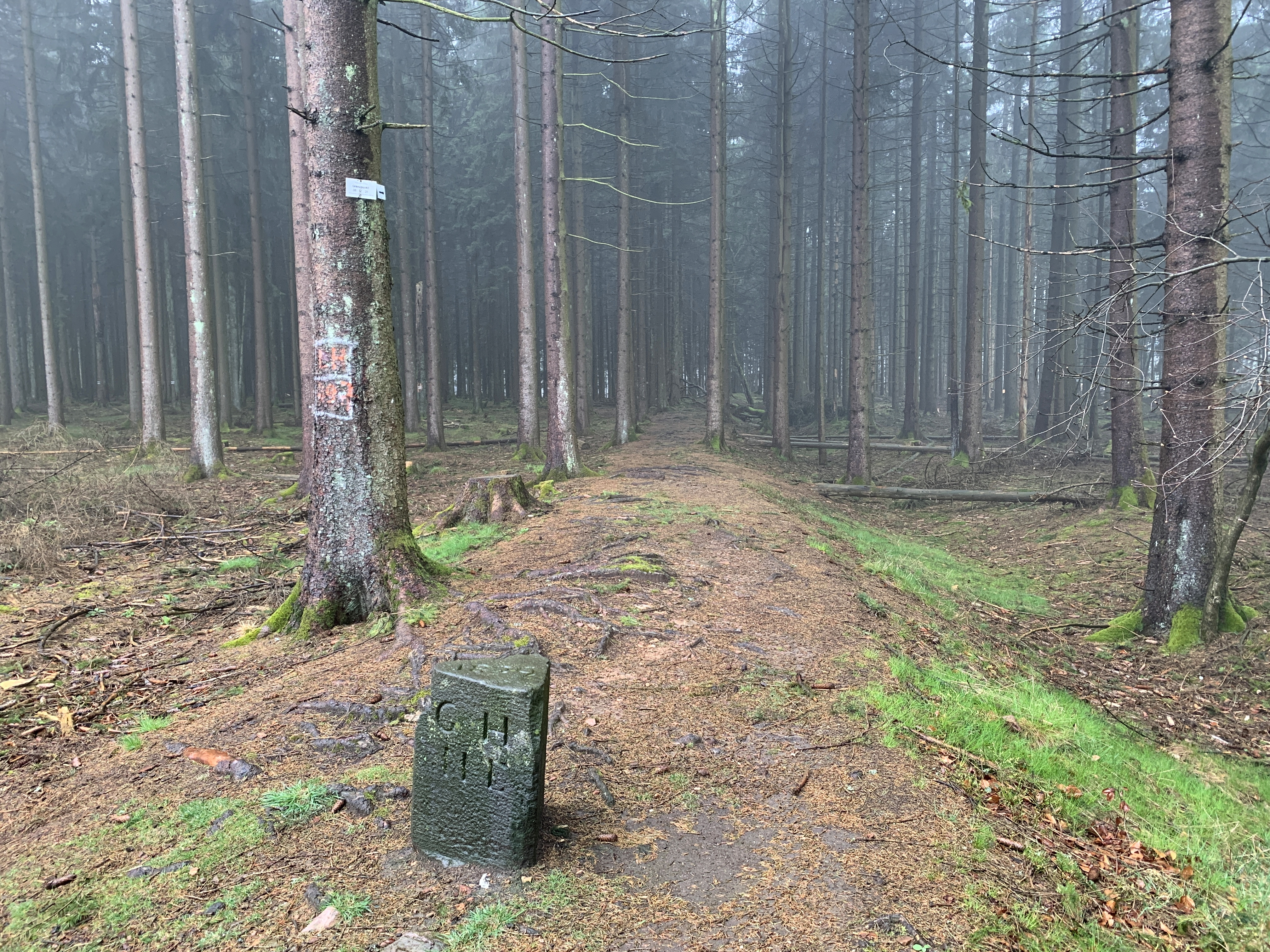
Grenzstein auf dem Limes-Grenzwall am Großen Feldberg im Taunus
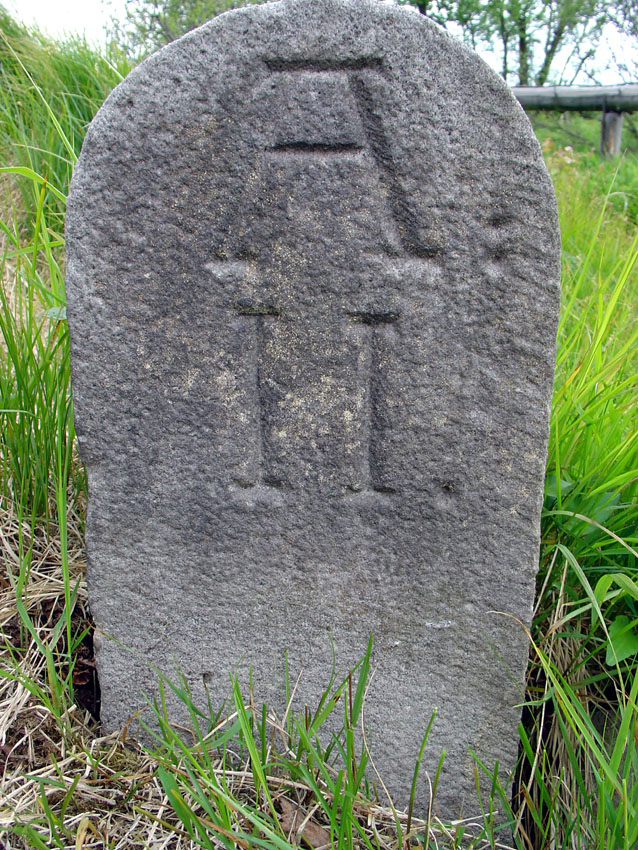
Alter deutscher Grenzstein am schwarzen Kreuz Fürstenwalde (Geising) mit Gemerke
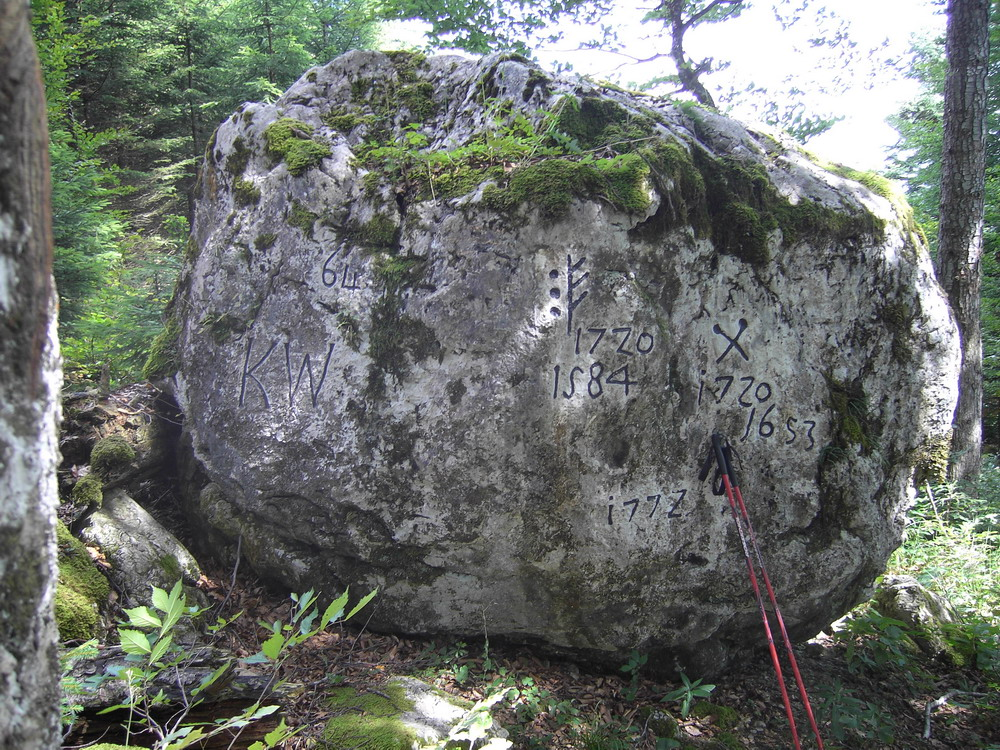
Felsmarch von 1584 auf zimmergroßem Felsen zwischen dem Klostergericht Benediktbeuern und dem Landgericht Tölz
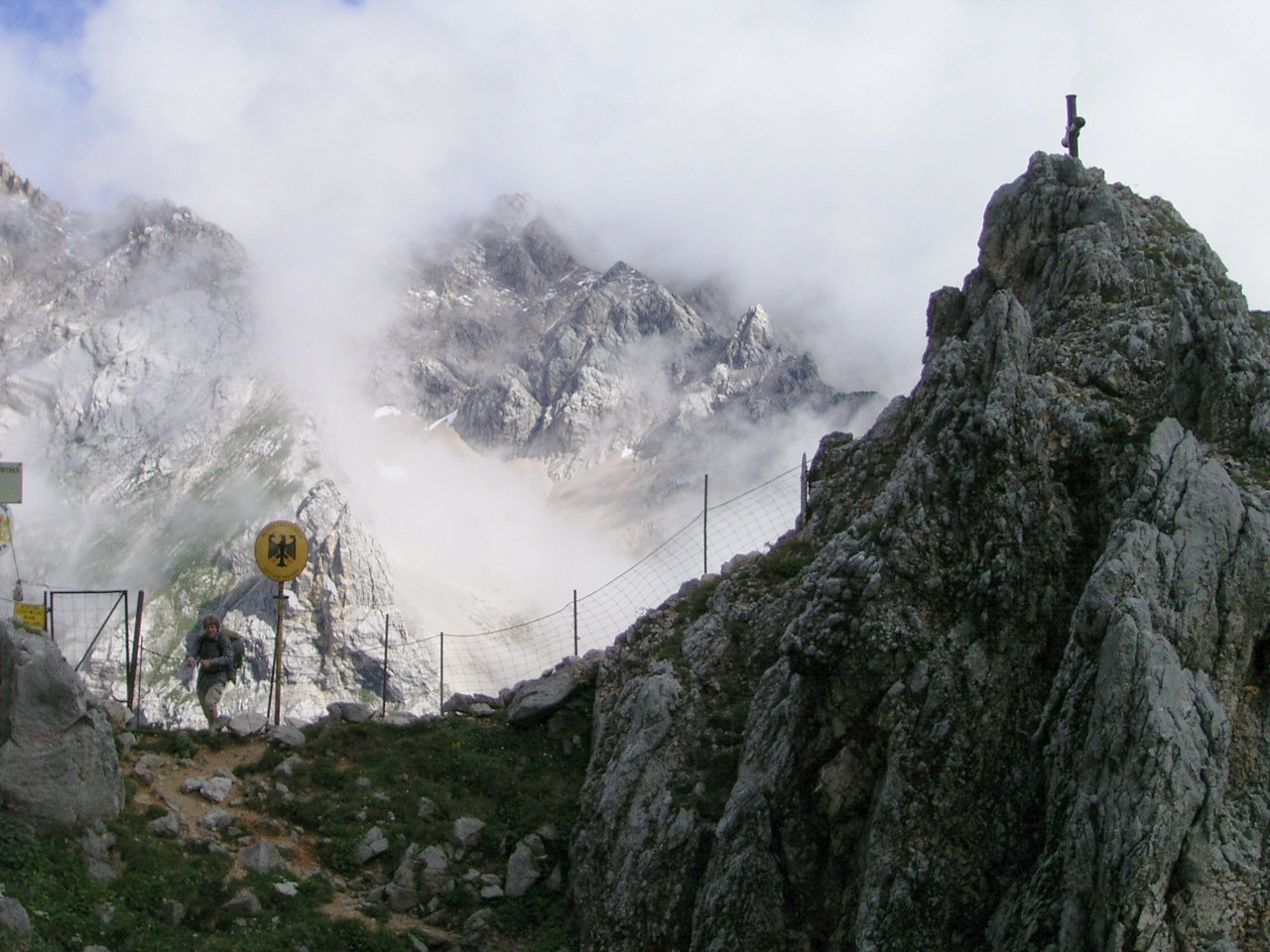
Das Gatterl von Süden (Österreich)
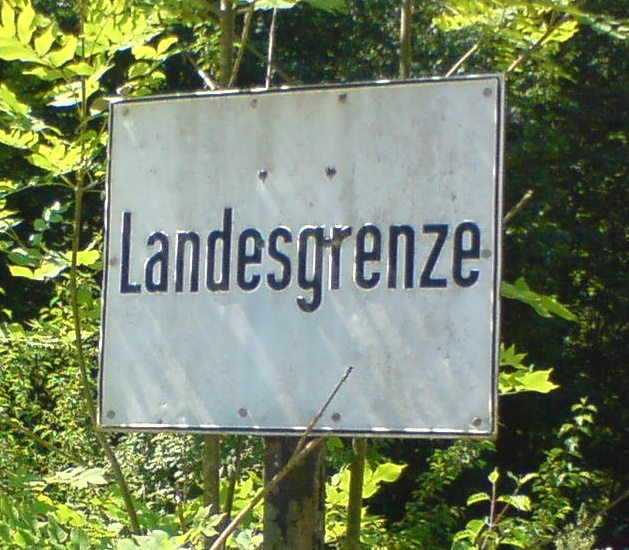
Bayerisches Hinweisschild an der Staatsgrenze zu Tirol
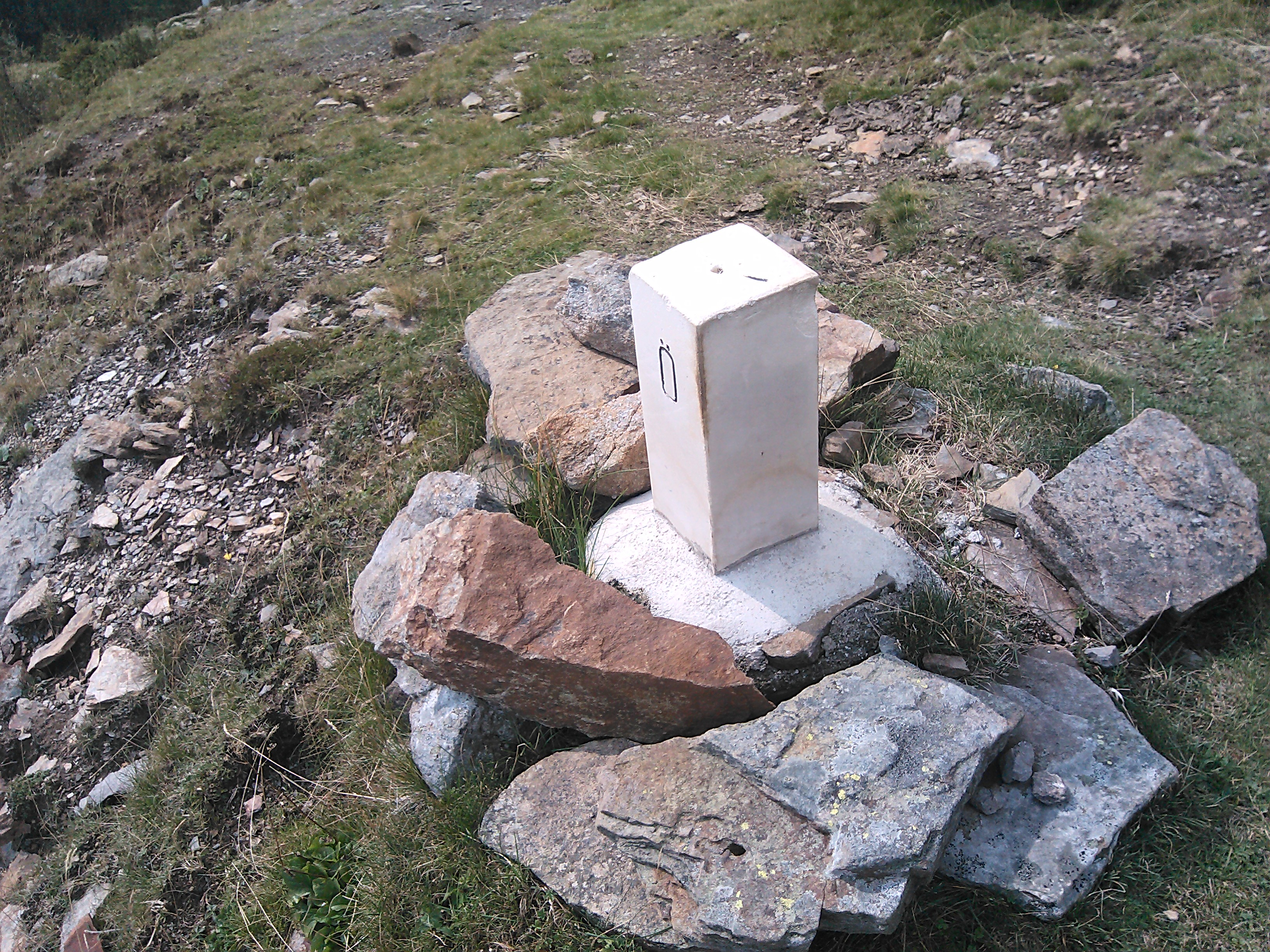
Grenzstein zwischen Österreich und Italien am Nassfeld
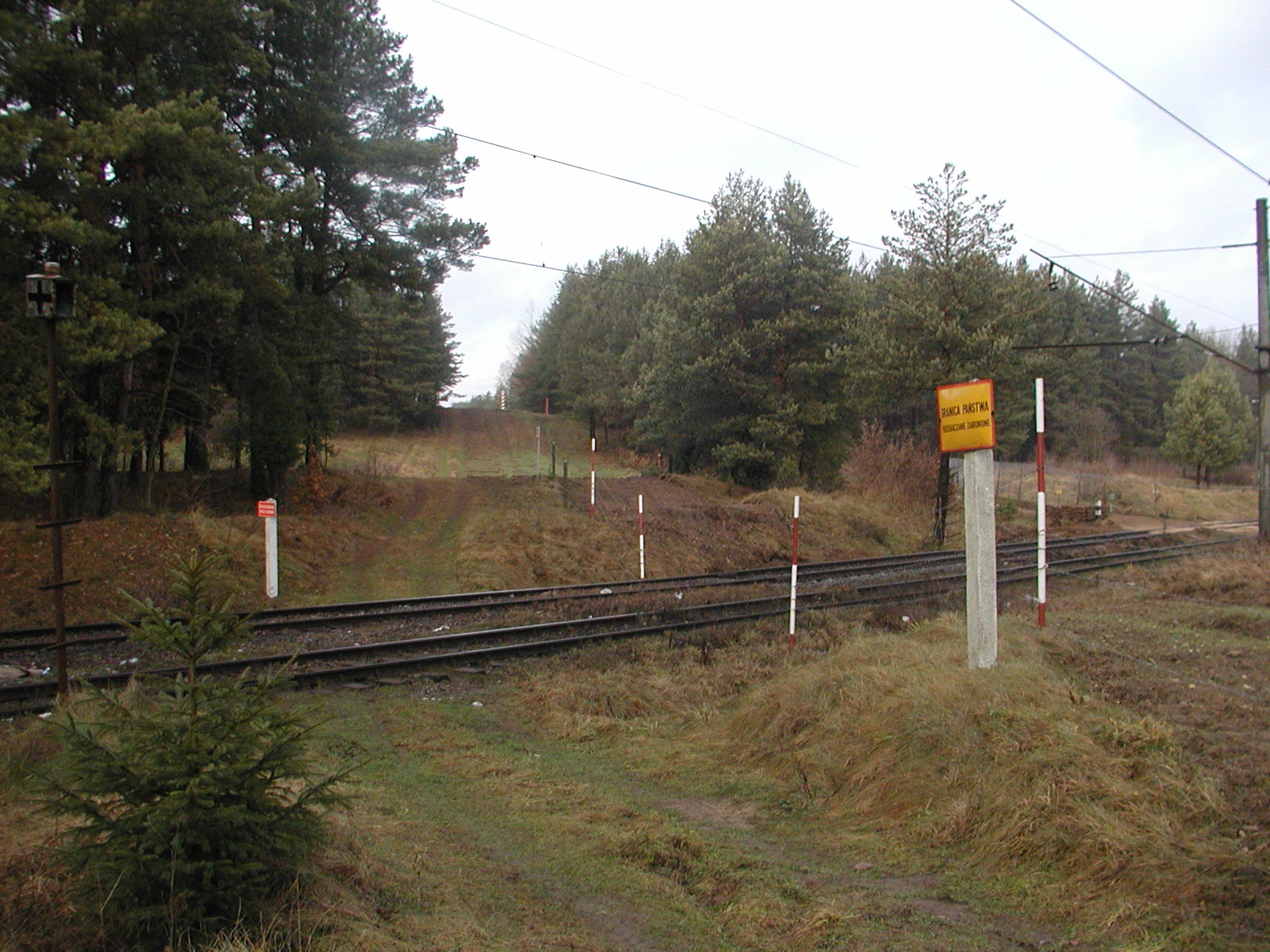
Staatsgrenze Polen–Belarus in Białystok-Grodno
Verlassener Grenzposten am Umbrailpass (Grenze zwischen Italien und der Schweiz) zur Zeit des Ersten Weltkriegs
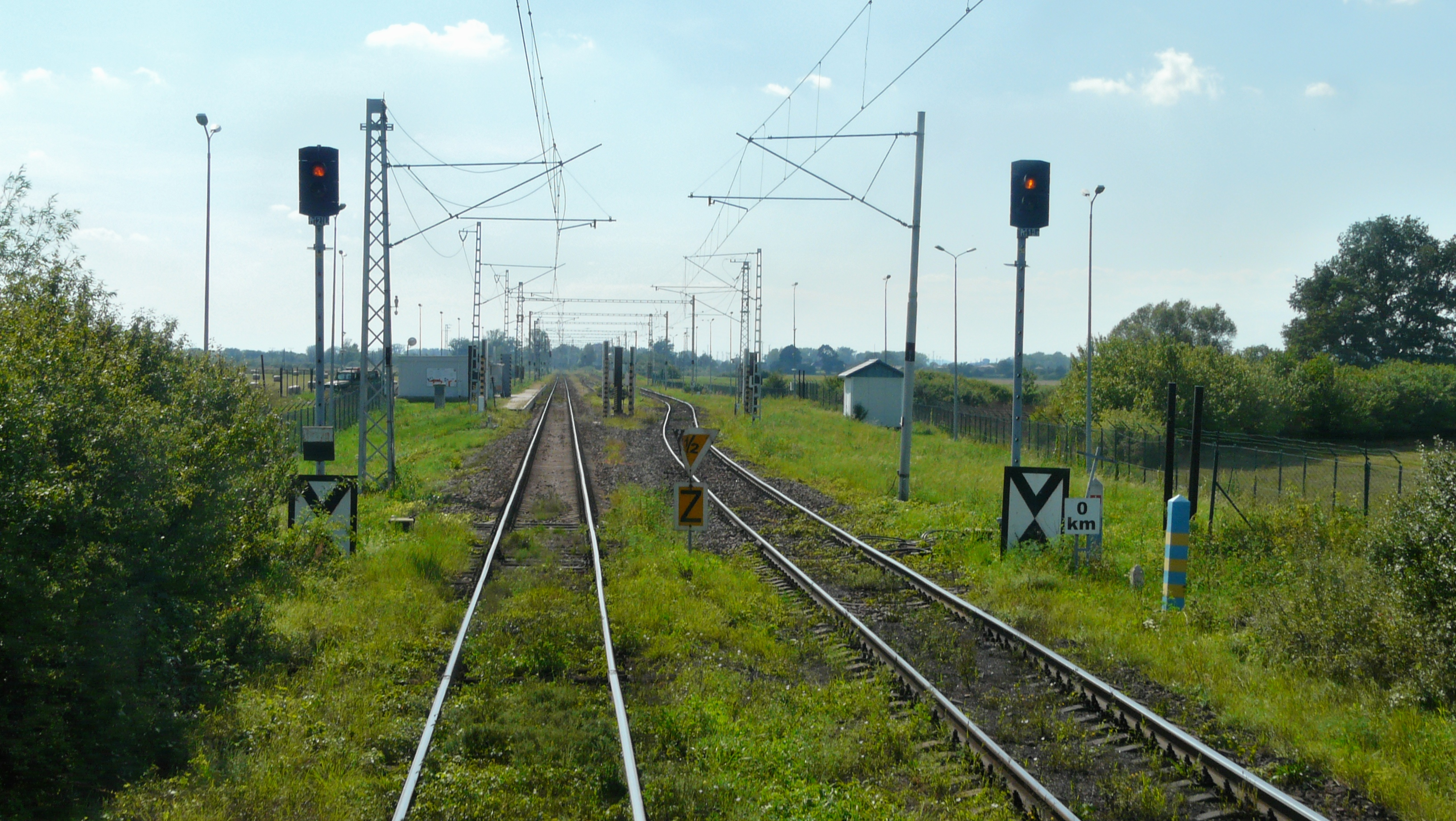
Staatsgrenze Slowakei–Ukraine. Der Grenzstein, zwei Grenzsäulen und ein Zaun mit Videoüberwachung.
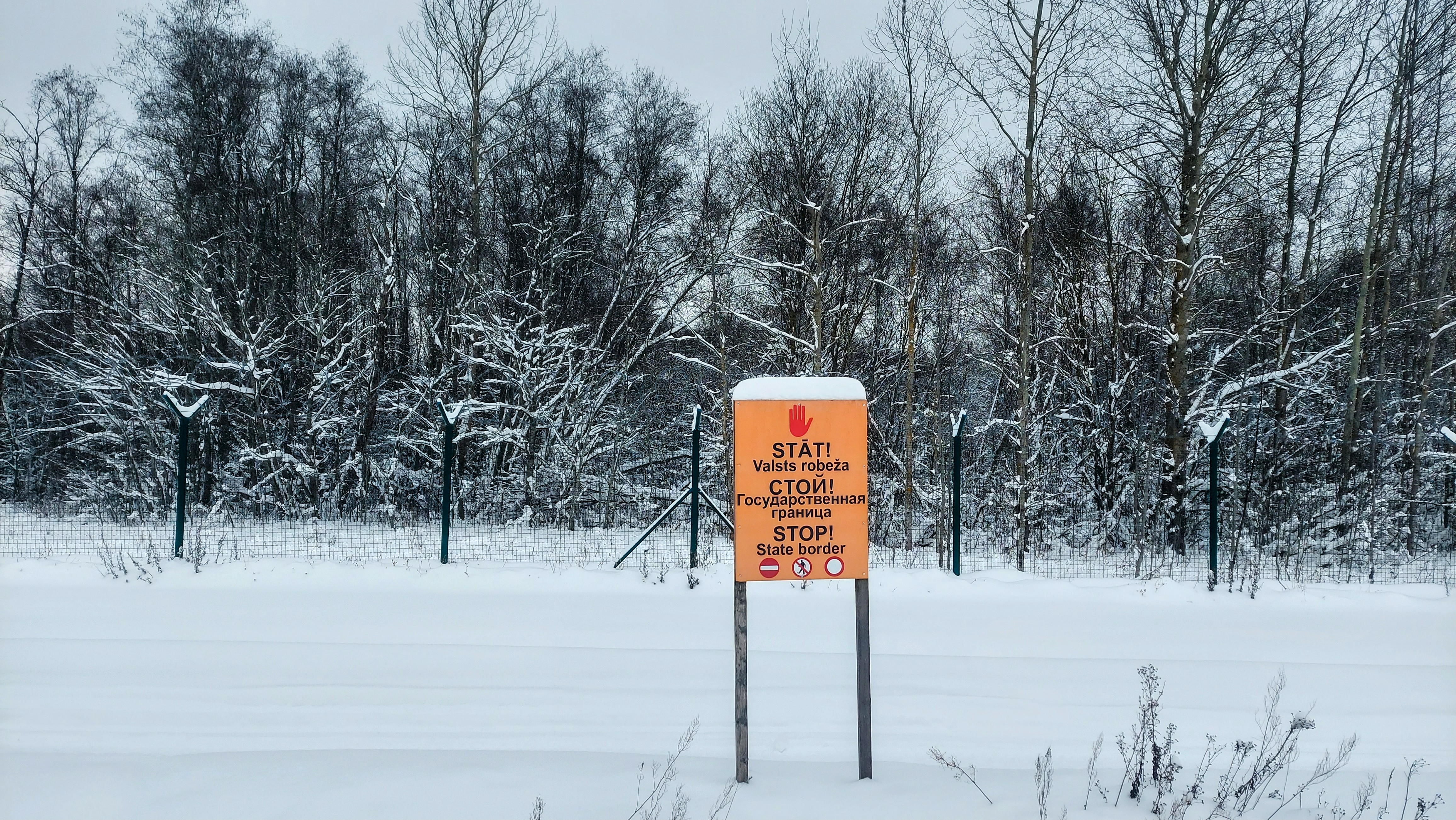
Grenze zwischen Lettland und Russland im Winter